# Sulzberg (Oberallgäu)
Sulzberg é um município da Alemanha, situado no distrito de Oberallgäu, no estado da Baviera. Tem 41,00 km² de área, e sua população em 2019 foi estimada em 4.949 habitantes.